# Elota
Elota är en ort i Mexiko.   Den ligger i kommunen Elota och delstaten Sinaloa, i den centrala delen av landet, 900 km nordväst om huvudstaden Mexico City. Elota ligger 72 meter över havet och antalet invånare är 784.
Terrängen runt Elota är varierad. Runt Elota är det mycket glesbefolkat, med 4 invånare per kvadratkilometer. Närmaste större samhälle är La Cruz, 19,2 km väster om Elota. I omgivningarna runt Elota växer i huvudsak lövfällande lövskog.